# 閔熙珍
閔熙珍（韓語：민희진），是韓國的藝術總監和平面設計師。曾擔任韓國SM娛樂的創意總監，曾為少女時代、SHINee、f(x)、EXO、Red Velvet及NewJeans等團體行銷。前任韓國HYBE娛樂旗下子公司ADOR娛樂內部理事。

## 職業生涯

### 2002–2018：SM Entertainment
閔熙珍於2002年加入SM娛樂，擔任平面設計師。她後來晉升為創意總監，領導少女時代、SHINee、f(x)、EXO及Red Velvet等團體的視覺品牌設計。她的職責包括監督專輯封面、服裝和MV的規劃與製作，以及通過非視覺方式建立藝術家的品牌形象。在SM娛樂任職期間，她因其創新、實驗性的藝術指導方法而受到關注，與第一代韓國流行偶像所使用的公式化風格不同。

### 2019至今：HYBE LABELS
2021年底，HYBE新成立的獨立子公司ADOR，2021年12月至2022年1月期間舉行了第二輪全球選拔賽，最終出道成員於2022年3月時拍板定案。於2022年8月1日推出ADOR首個五人女子團體NewJeans。

## 爭議

### HYBE經營權
2024年4月21日，HYBE指控其子公司ADOR的代表理事閔熙珍濫用職權傳遞公司內部情報，並密謀奪取ADOR的經營權並使其獨立。同日，HYBE對閔熙珍展開內部調查，並發信通知閔熙珍辭去ADOR代表理事一職。

### 被指控支持戀童癖
網友曾指責閔熙珍在她的社交媒體帳戶上分享和支持戀童癖內容，例如1974年電影《我會像父親一樣對待她》的海報，並在f(x)和NewJeans的作品中採用羅莉塔風格的概念等。作為回應，ADOR宣布已針對這些指控採取法律行動。

## 獲獎
| 頒獎典禮             | 年分 | 類別                 | Result | Ref.   |
| -------------------- | ---- | -------------------- | ------ | ------ |
| 金唱片獎             | 2024 | 最佳製作人獎         | 獲獎   | [ 7 ]  |
| Korea Content Awards | 2023 | 總統嘉獎             | 獲獎   | [ 8 ]  |
| MAMA大獎             | 2016 | 最佳視覺與藝術指導獎 | 獲獎   | [ 9 ]  |
| MAMA大獎             | 2022 | 新銳製作人獎         | 獲獎   | [ 10 ] |

### 列表文章
| 發行商 | 年分 | 列表文章                  | 入圍 | Ref.   |
| ------ | ---- | ------------------------- | ---- | ------ |
| 告示牌 | 2023 | 國際音樂力量              | 得獎 | [ 11 ] |
| 告示牌 | 2023 | 音樂界女性 - 跨領域影響力 | 得獎 | [ 12 ] |

## 外部連結
- 閔熙珍的Instagram帳戶